# Active service unit
Pour les articles homonymes, voir ASU.

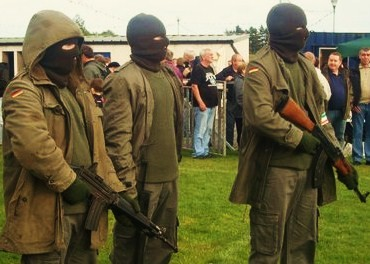
Membre d'une ASU lors de commémorations en 2009 de la Grève de la faim irlandaise de 1981.

Une Active Service Unit (ASU) est une cellule de combat de l'Irish Republican Army, puis de l'Armée républicaine irlandaise provisoire (IRA provisoire). Elle est composée de 5 à 8 membres.
En 2002, l'IRA provisoire compte près de 300 personnes dans ses ASU.